# 1573

## أحداث
- تأسيس مدينة يلغافا وتقع حاليا في لاتفيا.
- تأسيس مدينة قرطبة وتقع حاليا في الأرجنتين.
- تأسيس مدينة ماتشالا وتقع حاليا في الإكوادور.
- 22 نوفمبر: تأسيس مدينة نيتيروي وتقع حاليا في البرازيل.
- نهاية الحرب العثمانية - البندقية في 1573 والتي بدأت في 1570.
- 11-16 مايو: انتخاب هنري دوق أنجو ملكا على الكومنولث البولندي الليتواني من قبل النبلاء البولنديين

## مواليد
- إنيغو جونز

## وفيات
- تاكيدا شين-غن
- عبد السلام الأسمر
- ياكوبو باروتسي دا فينيولا
- عبد الله اليزدي